# Hormonas de estrés
Las hormonas de estrés, como la adrenalina y el cortisol, son producidas en momentos potencialmente peligrosos para el cuerpo. El sistema corporal encargado de controlar todas las hormonas es el sistema endocrino. Las hormonas de estrés, cuando son activadas, movilizan energía almacenada hacia los músculos, lo que provoca una elevación en la frecuencia cardíaca, la presión sanguínea y la frecuencia respiratoria, inhabilitando al mismo tiempo procesos metabólicos como la digestión, la reproducción, el crecimiento y la inmunidad.

## Consecuencias
Un estrés constante provoca el descargo de varias hormonas de estrés que pueden causar:
- Un agotamiento de energía almacenada.
- Hipertensión.
- Efectos sobre los procesos metabólicos.
- Úlceras.
- Crecimiento enlentecido.
- Descenso en niveles de testosterona en los hombres, y ciclos menstruales irregulares en las mujeres.
- Mayor probabilidad de enfermedades infecciosas.
- Depresión.
- Síntomas fantasmas de otras condiciones médicas.
- Enfermedades neurológicas.
- Síndrome del intestino irritable.
- Trastornos del sueño.
- Adicciones.
- Condiciones mentales como trastornos compulsivos.

## Técnicas para reducir el estrés
Algunas técnicas para reducir el estrés son: hacer ejercicio, tomar tiempo libre, meditar, practicar ejercicios de respiración, escuchar música, tomar un baño relajante, reír, ir de viaje, dormir más, realizar nuevas actividades (aquellas que sean la pasión u hobby de la persona), leer. Si aun realizando este tipo de actividades el estrés persiste, se podrá buscar ayuda psicológica profesional.